# HMCS Battleford (1940)
HMCS Battleford (K165) (с англ. — «Его Величества Канадский Корабль «Баттлфорд»») — корвет типа «Флауэр», служивший в Королевском военно-морском флоте Канады в годы Второй мировой войны. Назван в честь города Баттлфорд канадской провинции Саскачеван. Нёс службу в составе Ньюфаундлендских и Центральноокеанских конвойных сил. После войны продолжил службу в составе Военно-морских сил Венесуэлы.

## Проект «Флауэр»

### Общее описание
Корветы типа «Флауэр», состоявшие на вооружении Королевского ВМФ Канады во время Второй мировой войны (такие, как «Баттлфорд»), отличались от более ранних и традиционных корветов с днищевыми колонками. Французы использовали наименование «корвет» для обозначения небольших боевых кораблей; некоторое время британский флот также использовал этот термин вплоть до 1877 года. В 1930-е годы в канун войны Уинстон Черчилль добился восстановления класса «корвет», предложив называть так маленькие корабли сопровождения, схожие с китобойными судами. Новому типу корветов было присвоено название «Флауэр»; корветам, как следовало из наименования этого типа, присваивали имена цветов.
Корветы, принятые на вооружение Королевским военно-морским флотом Канады, были названы преимущественно в честь канадских местечек, жители которых участвовали в строительстве кораблей. Эту идею отстаивал адмирал Перси Уокер Неллз. Компании, финансировавшие строительство, как правило, были связаны с местечками, в честь которых был назван каждый корвет. Корветы британского флота занимались сопровождением в открытом море, корветы канадского флота — береговой охраной (играя преимущественно вспомогательную роль) и разминированием. Позже канадские корветы были доработаны так, чтобы нести службу и в открытом море.

### Технические характеристики
Корветы типа «Флауэр» имели следующие главные размерения: длина — 62,5 м, ширина — 10 м, осадка — 3,5 м. Водоизмещение составляло 950 т. Основу энергетической установки составляла 4-тактная паровая машина тройного расширения и два котла мощностью 2750 л.с. (огнетрубные котлы Scotch у корветов программы 1939—1940 годов и водотрубные у корветов программы 1940—1941 годов). Тип «Флауэр» мог развивать скорость до 16 узлов, его автономность составляла 3500 морских миль при 12 узлах, а экипаж варьировался от 85 (программа 1939—1940 годов) до 95 человек (программа 1940—1941 годов).
Главным орудием корветов типа «Флауэр» было 102-мм морское орудие Mk IX. Зенитное вооружение состояло из спаренных 12,7-мм пулемётов Vickers и 7,7-мм пулемётов Lewis, позже заменённых на сдвоенные 20-мм пушки «Эрликон» и одиночные 40-мм орудия Mk VIII. В качестве противолодочного оружия использовались бомбосбрасыватели Mk II. Роль радиолокационного оборудования играли радары типа SW1C или 2C, которые по ходу войны были заменены на радары типа 271 для наземного и воздушного обнаружения, а также радары типа SW2C или 2CP для предупреждения о воздушной тревоге. В качестве сонаров использовались гидроакустические станции типа 123A, позже заменённые на типы 127 DV и 145.

## Строительство
«Баттлфорд» заказан 1 февраля 1940 года в рамках программы строительства корветов типа «Флауэр» на 1939 и 1940 годы. Заложен 30 сентября 1940 года компанией «Collingwood Shipyards Ltd.» в Коллингвуде, Онтарио. Спущен на воду 15 апреля 1941 года и принят в состав КВМФ Канады 31 июля 1941 года. Первый ремонт состоялся с января по март 1942 года в Ливерпуле (Новая Шотландия), дальнейший ремонт проходил в Кардиффе. В апреле 1943 года прошёл двухмесячный техосмотр корабля, в апреле 1944 года корвет стоял на ремонте в Сидни (Новая Шотландия), тогда же был установлен более крупный бак.

## Служба во время войны
«Баттлфорд» сопровождал торговые конвои между Галифаксом и Западными подходами. Некоторое время состоял в Сиднейских конвойных силах, пока не перешёл в Ньюфаундлендские конвойные силы. Участвовал в битве за конвой SC-57, сопровождал ещё два конвоя перед первым ремонтом. После ремонта базировался в Тобермори, пока в июле 1942 года не перешёл в Центральноокеанские конвойные силы, в группу C1. «Баттлфорд» в составе группы кораблей участвовал в потоплении подводной лодки U-356 в ходе обороны конвоя ON-154, также сопровождал конвои SC-94, HX-222 и KMS-10G. В мае 1943 года ушёл из группы C1 и занялся сопровождением североамериканских прибрежных конвоев вместе с Западными местными конвойными силами и группой W-3 до самого конца войны.

### Трансатлантические конвои
| Конвой  | Эскортная группа | Дата                       | Примечания                                                                                    |
| ------- | ---------------- | -------------------------- | --------------------------------------------------------------------------------------------- |
| SC 57   |                  | 28 ноября—9 декабря 1941   | Из 39 судов конвоя 3 корабля торпедированы и затонули на пути из канадского Сидни в Ливерпуль |
| ON 48   |                  | 24—31 декабря 1941         | 49 кораблей добрались без потерь из Ньюфаундленда в Исландию                                  |
| SC 80   |                  | 22 апреля—3 мая 1942       | 29 кораблей добрались без потерь из Галифакса в Ливерпуль                                     |
| ON 112  | MOEF, группа C1  | 14—25 июля 1942            | 36 кораблей добрались без потерь из Северной Ирландии в Ньюфаундленд                          |
| SC 94   | MOEF, группа C1  | 2—12 августа 1942          | 10 кораблей торпедированы и затонули на пути из Сидни в Ливерпуль                             |
| ON 123  | MOEF, группа C1  | 22—31 августа 1942         | 39 кораблей добрались без потерь из Северной Ирландии в Ньюфаундленд                          |
| SC 99   | MOEF, группа C1  | 9—19 сентября 1942         | 59 кораблей добрались без потерь из Галифакса в Ливерпуль                                     |
| ON 133  | MOEF, группа C1  | 26 сентября—5 октября 1942 | 35 кораблей добрались без потерь из Северной Ирландии в Ньюфаундленд                          |
| HX 211  | MOEF, группа C1  | 13—20 октября 1942         | 29 кораблей добрались без потерь из Ньюфаундленда в Северную Ирландию                         |
| ON 143  | MOEF, группа C1  | 2—11 ноября 1942           | 26 кораблей добрались без потерь из Северной Ирландии в Ньюфаундленд                          |
| SC 110  | MOEF, группа C1  | 24 ноября—5 декабря 1942   | 33 кораблей добрались без потерь из Нью-Йорка в Ньюфаундленд                                  |
| ON 154  | MOEF, группа C1  | 19—30 декабря 1942         | 14 кораблей торпедированы, 13 затонули на пути из Северной Ирландии в Ньюфаундленд            |
| HX 222  | MOEF, группа C1  | 11—22 января 1943          | Один корабль торпедирован и затонул на пути из Ньюфаундленда в Северную Ирландию              |
| KMS 10G | MOEF, группа C1  | 28 февраля—8 марта 1943    | 4 корабля торпедированы, один затонул на пути из Ливерпуля в Средиземное море                 |
| MKS 9   | MOEF, группа C1  | 8—18 марта 1943            | 55 кораблей добрались без потерь из Средиземного моря в Ливерпуль                             |
| ONS 2   | MOEF, группа C1  | 29 марта—14 апреля 1943    | 31 корабль добрался без потерь из Северной Ирландии в Ньюфаундленд                            |

## Послевоенная служба
18 июля 1945 года «Баттлфорд» был исключён из списков КВМС Канады в Сореле, Квебек. После войны был продан ВМС Венесуэлы и получил имя «Либертад» (исп. Libertad). Другими кораблями, проданными Венесуэле, были «Алгома» («Конститусьон», июнь 1945), «Камзак» («Карабобо», затонул в декабре 1945 во время доставки), «Амхёрст» («Федерасьон», 1946), «Данвеган» («Индепенденсия»), «Оквилль» («Патрия») и «Ветаскивин» («Виктория»). Затонул 12 апреля 1949 года.

## Командиры
С момента принятия корвета «Баттлфорд» в состав КВМФ Канады и до завершения боевых действий Второй мировой войны в Европе корветом командовали следующие офицеры:
| Воинское звание     | Имя командира        | Оригинал имени           | Начало службы   | Конец службы    |
| ------------------- | -------------------- | ------------------------ | --------------- | --------------- |
| Лейтенант           | Роланд Джоэл Робертс | Roland Joel Roberts      | 31 июля 1941    | 5 октября 1942  |
| Лейтенант           | Фредерик Аллен Бек   | Frederick Allen Beck     | 6 октября 1942  | 5 июля 1943     |
| Лейтенант-коммандер | Алан Херберт Истон   | Alan Herbert Easton      | 6 июля 1943     | 20 августа 1943 |
| Лейтенант-коммандер | Фредерик Аллен Бек   | Frederick Allen Beck     | 1 сентября 1943 | 7 мая 1944      |
| Лейтенант           | Хью Хэтэуэй Тёрнбулл | Hugh Hathaway Turnbull   | 8 мая 1944      | 19 июня 1944    |
| Лейтенант           | Филип Альбер Ланглуа | Phillipe Albert Langlois | 20 июня 1944    | 23 мая 1945     |
| Лейтенант           | Фрэнсис Дадли Уикетт | Francis Dudley Wickett   | 24 мая 1945     | 18 июля 1945    |

## Комментарии
1. ↑  По другим данным — лейтенант[19]